# 彼得·佩斯

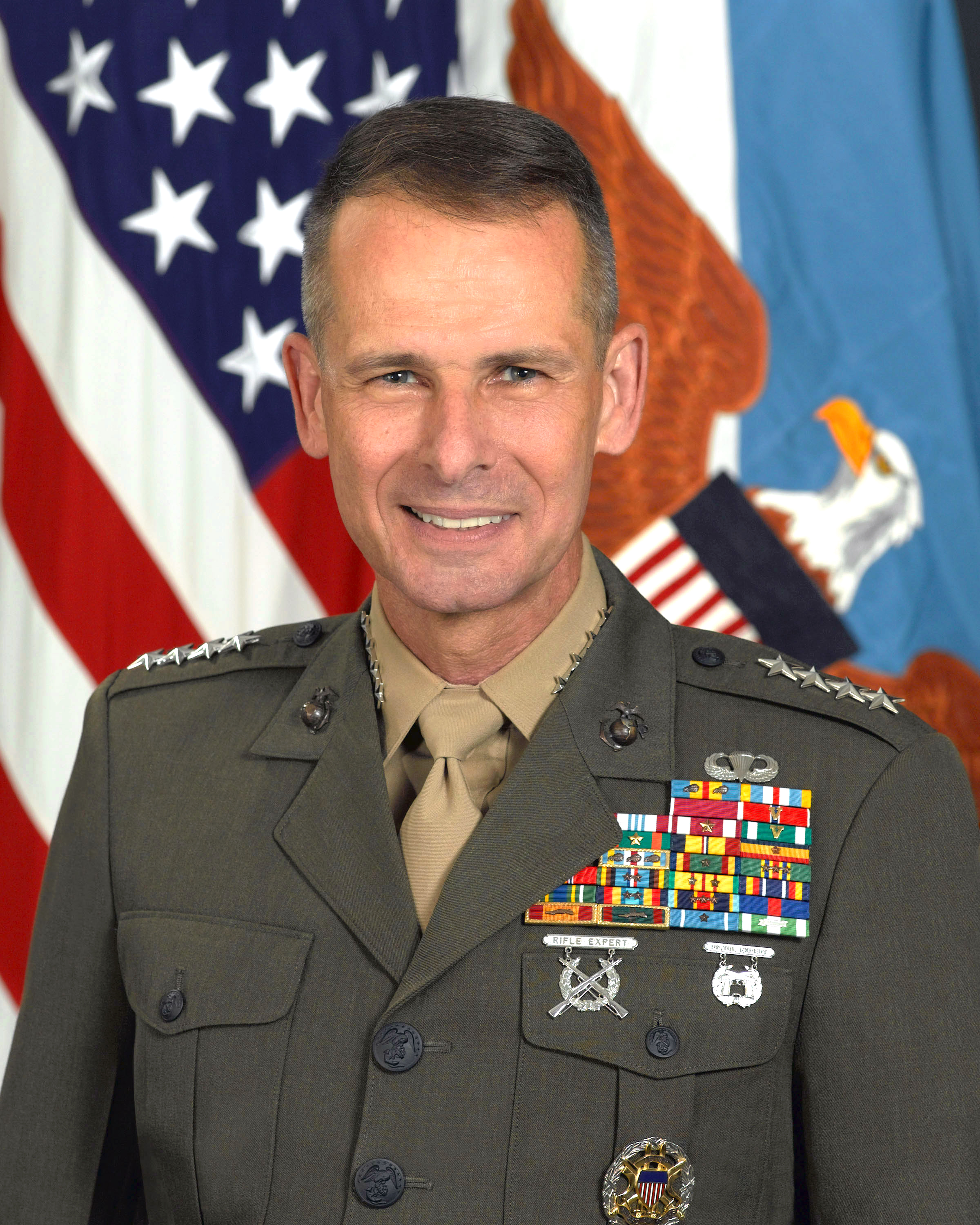
佩斯上將軍裝照

彼得·佩斯（Peter Pace ， 1945年11月5日—）2005年至2007年任美国参谋长联席会议主席海军陆战队上将，后由迈克尔·马伦接替。此前曾担任美国南方司令部司令。2007年3月曾访问中华人民共和国。